# 진저브레드 맨 (영화)
《진저브레드 맨》(영어: The Gingerbread Man)은 미국에서 제작된 로버트 올트먼 감독의 1998년 법률 스릴러 영화이다. 케네스 브래나, 엠베스 데이비츠, 로버트 다우니 주니어 등이 출연하였다.

## 출연
- 케네스 브래나 - 변호사 릭 매그루더 역
- 엠베스 데이비츠 - 맬러리 도스 역
- 로버트 다우니 주니어 - 조사원 클라이드 펠 역
- 톰 베런저 - 피트 랜들, 맬러리의 전남편 역
- 대릴 해나 - 로이스 할런 역
- 로버트 듀발 - 딕슨 도스 역
- 팜커 얀선 - 리앤 매그루더 역
- 제시 제임스 - 제프 매그루더 역
- 메이 휘트먼 - 리비 매그루더 역
- 윌버 피츠제럴드 - 루소 판사 역

## 기타 제작진
- 협력 제작: 데이비드 레비
- 배역: 메리 조 슬레이터
- 미술: 스티븐 올트먼
- 의상: 도나 그러나타